# Аедоницкий, Алексей Павлович
Алексей Павлович Аедоницкий (род. 28 июля 1957 года в Москве) — российский музыкант-клавишник, композитор, член Союза композиторов России (с 2000 года), участник и сооснователь рок-групп «Редкая птица» и «Гулливер». Сын советского композитора-песенника Павла Аедоницкого.

## Биография
Алексей Аедоницкий закончил МГПИИЯ им. М.Тореза, где ещё во время обучения, в 1979 году, стал играть в качестве музыканта-клавишника в студенческой группе «Rara Avis», исполнявшей классические рок-стандарты, а также номера из репертуара «Grand Funk» и «Bachman Turner Overdrive». В 1981 году группа меняет название на «Редкая Птица» и переходит на русскоязычный репертуар, начинает активно выступать, причём не только на студенческих вечерах, но и на полуподпольных концертах. Первый альбом группы был записан в 1982 году. Этот коллектив просуществовал около двух лет.
После распада группы в 1983 году Сергей Галанин и Алексей Аедоницкий собирают новый коллектив, получивший название «Гулливер».. Первого её альбома — «Мир из пластилина». Коллектив также выступил на фестивале самодеятельных групп в Долгопрудном, стал вести активную концертную деятельность. Коллектив неоднократно приглашался на концерты критиком Артемием Троицким. После одного из упоминаний о новой московской рок-группе на радиостанции «Немецкая Волна» официальные власти запрещают её как морально чуждую существовавшей идеологии. В 1986 году группа «Гулливер» прекращает своё существование, а Алексей Аедоницкий делает первые самостоятельные шаги как автор и аранжировщик.
В конце 1980-х годов он записывался с разными музыкантами. В начале 1990-х годов он вел студийную работу, на телевидении появились несколько клипов с его песнями. Композиции Аедоницкого вошли в репертуар таких исполнителей, как Павел Смеян, Сосо Павлиашвили, Татьяна Анциферова, Валерий Панков, Олег Кацура и других. В 1992 году выходит виниловый альбом с песнями и инструментальными пьесами Алексея. В настоящее время композитор пишет инструментальную музыку, в том числе для радио, телевидения и рекламы. Живёт и работает в Москве.

## Авторская дискография
- 1992 — «Я вижу из окна…» («Песни Алексея Аедоницкого») (винил)[8]

## Избранные песни
- «Яхта» (слова Юрия Гуреева) исполняет Павел Смеян[9]
- «Южный роман» (слова Дмитрия Орлова) исполняет Сосо Павлиашвили
- «Никто не виноват» (слова Бориса Дубровина) исполняет Татьяна Анциферова
- «Шестнадцать лет» (слова Яна Гальперина) исполняет Олег Кацура
- «Предвкушение дефицита» (слова Олега Кацуры) исполняет Олег Кацура[6]

## Музыка к телепередачам
- 1998—2001 — Вы — очевидец (ТВ-6)[10]